# David Littmann
David Littmann (Chelsea, 28 de julio de 1906-1 de enero de 1981) fue un cardiólogo estadounidense de ascendencia judía alemana y se hizo conocido en todo el mundo por la invención de un estetoscopio que lleva su nombre.

## Vida
Littmann estudió medicina interna en la Universidad de Tufts en Medford, Massachusetts, EE. UU., en donde se graduó en 1929. Completó su ayudantía en el Boston City Hospital (1929-1931). Luego ejerció en el Hospital Harrisburg y el Veteran Administration Hospital, West Roxbury. Fue miembro de la Asociación Estadounidense para el Avance de la Ciencia . Luego trabajó en la práctica privada durante diez años y sirvió en el Cuerpo Médico del Ejército de los Estados Unidos durante la Segunda Guerra Mundial antes de convertirse en profesor de cardiología en la Escuela de Medicina Harvard.

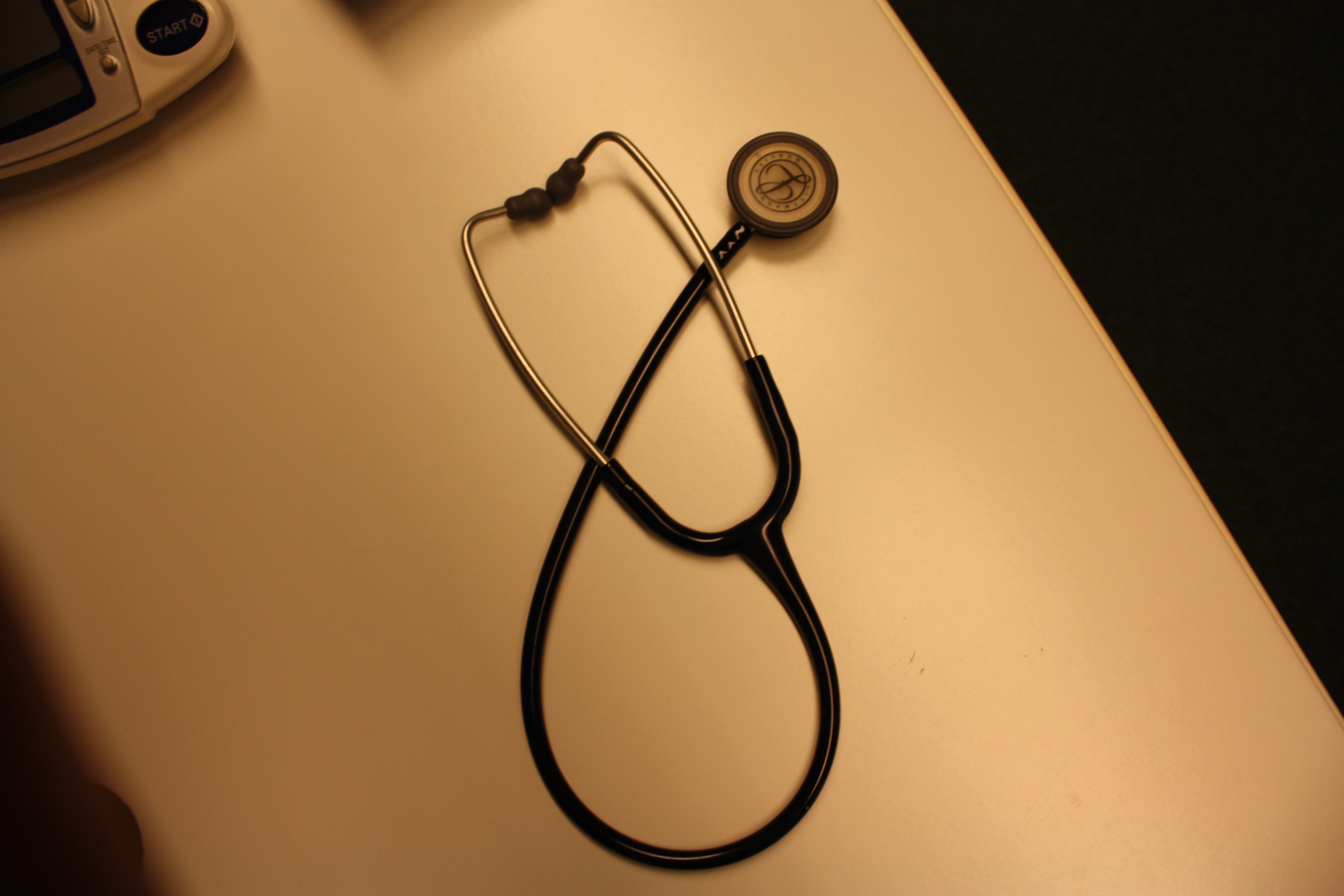
Estetoscopio Littmann

## Invención del estetoscopio combinado
El nombre Littmann es conocido mundialmente en el campo médico por los estetoscopios que desarrolló. Describió su "estetoscopio ideal" a sus colegas en la edición de noviembre de 1961 de la Journal of the American Medical Association .
Su invención del "estetoscopio combinado" consiste en una pieza torácica de dos cabezas con un embudo en un lado y una membrana en el otro. Desde entonces, ha facilitado la audición de sonidos de alta y baja frecuencia. En 1963 solicitó una patente para su desarrollo. 
Junto con Gus Machlup, Littmann fundó la empresa Cardiosonics para la venta de estetoscopios, inicialmente solo se ofrecían una enfermera y un estetoscopista médico. En abril de 1967, 3M se hizo cargo de la empresa Littmann y mantuvo al fundador como consultor. 3M todavía produce estetoscopios con el nombre de 3M Littmann.